# 이탈리아 의회
이탈리아 의회(이탈리아어: Parlamento italiano)는 이탈리아 공화국의 국회이다. 이탈리아 의회는 양원제 입법부로, 945명의 선출된 의원(parlamentari, 파를라멘타리)이 있다. 630명 하원 의원(deputati, 데푸타티)의 하원과 315명 상원 의원(senatori, 세나토리)의 공화국 상원으로 구성된다. 두 의회 모두 동일한 의무와 권한을 가지며, 헌법은 이들 사이에 차별을 두지 않는다. 다만 대통령이 교체되어야 할 경우 공화국 상원 의장이 국가원수직에 오르기 때문에 전통적으로 공화국 상원이 상원으로 여겨진다.
2005년부터 정당 명부 선거법이 양원에서 시행되고 있다. 상대다수를 얻은 연합 정당에게 '과반수 부가 의석'이 부여되는데, 하원은 전국적으로, 상원은 지역별로 시행된다. 2013년 이탈리아 헌법재판소는 이 제도를 위헌으로 판결했다.

## 기능
이탈리아 의회는 공화제 시행에서 국민들을 대표하는 기관으로, 그에 따라 역할을 맡는다.
1948년 공화국 헌법에 따라서 이탈리아 의회의 두 의회는 같은 권리와 권한을 갖는데, 의회 민주주의의 이러한 형태 ('완전양원제'라고도 함)는 알베르티노 법령 채택 이후 현재의 형태로 법제화되었고, 1920~1940년대 베니토 무솔리니의 파시스트 정권이 제 2차 세계 대전 때 실각한 이후 부활했다.
두 의회는 서로 독립되어 있으며 헌법에 명시된 상황을 제외하고는 절대로 공동회의를 하지 않는다. 상원에는 315명의 선출된 의원과 소수의 종신 상원의원이 있는 반면, 하원에는 630명의 의원이 있다. 종신 상원의원에는 이탈리아 전 대통령들과 사회과학 분야에서 큰 업적으로 국가에 공헌하여 대통령이 임명한 의원 다섯 명까지 해당된다. 2014년 기준으로 종신 상원의원은 다섯 명이다 (한 명은 전 대통령).
이탈리아 의회의 주 특권은 입법권의 행사, 즉 법을 제정하는 권한이다. 문건이 법이 되기 위해서는 양원의 표결을 같은 형식으로 따로 받아야 한다. 법안은 한쪽 의회에서 심의, 수정, 승인 또는 기각된다. 승인될 시에는 그 법안을 수정, 승인 또는 기각할 수 있는 다른 쪽 의회로 넘어간다. 수정안 없이 승인될 시 그 법안은 공화국 대통령이 공포하여 법이 된다. 수정안과 함께 승인될 시 그 법안은 본래의 의회로 다시 넘어가 수정된 채로 승인될 수 있으며, 이 경우 그 법안은 공포되거나 기각된다.
1994년부터 이탈리아 의회는 공화국 대통령이 임명하는 정부에 지지를 표결한다. 이 정부는 일반적으로 선거에서 승리한 연합의 대표가 이끌지만, 이른바 제1공화국 기간에는 주요 정당들의 차관들이 지명했다. 정부는 정식으로 권력을 행사하기 전에 양원에서 지지 표결을 받아야 하며, 양원 중 한 곳에서 요구 할당량을 채울 시에 의회는 새로운 찬성 표결을 청구할 수 있다. 정부가 표결을 얻지 못한다면 그 정부는 실각해야 하는데, 그렇게 될 시에는 새 정부가 구성되거나 공화국 대통령이 양원을 해산시켜 새로운 선거를 치르도록 할 수 있다.
이탈리아 의회는 양원 합동 개회에서 공화국 대통령 (이 경우에는 지역대표 58인이 추가로 참석한다), 헌법재판소의 재판관 5인 (3분의 1), 최고사법위원회의 3분의 1을 선출한다. 또한 공화국 대통령에 맞서 '헌법에 대한 반역 혹은 공격죄' 혐의 판결을 표결할 수 있다 (단 이 상황은 아직 전례가 없다).

## 선거 제도
2005년 12월 14일 통과된 현 이탈리아 선거법은 정당명부식 비례대표제에 기반을 두며, 정당들이 연합을 이루도록 촉진하기 위한 일련의 한계선이 추가로 존재한다. 이 법은 90년대에 도입됐던 기존의 부가의원 선거제를 대체했다.
연기투표제는 하원에서는 전국 기반으로, 상원에서는 지역 기반으로 한다. 이탈리아는 일정한 수의 하원 선거구로 구획되며, 각 지역은 각각의 상원의원을 선출한다. 각 선거구는 이탈리아 총인구에 비례하는 의석수를 할당받는다. 선거에서 승리한 연합은 하원 내에는 전국구로, 상원 내에는 지역구로 최소 55%의 의석을 받는 한편, 나머지 의석은 소수 정당들에게 비례에 따라 배분된다. 각 정당이 원내 의석을 확보하면 그 의석은 당선되는 후보자를 결정하기 위해 지역구로 할당된다. 명부에 있는 후보자들은 우선순으로 정렬되는데, 예컨대 한 정당이 열 석을 얻었다고 친다면 그 정당의 명부에 있던 후보자 10인이 우선순으로 원내 의석을 받게 된다.
2005년 선거법은 정당 간 연합을 공식적으로 승인한다. 그리고 한 정당이 연합의 일부가 되기 위해서는 그 정당의 공식 강령에 승인 서명을 해야 하며, 연합의 총리직 후보자에 대한 지지를 내보여야 한다고 규정한다.
2005년 선거법은 2013년 말 이탈리아 헌법재판소로부터 위헌 판결을 받았다. 유권자의 의사를 투표를 통해 효과적으로 표한다는 권리와 관련된 일부 헌법상 요건을 충족시키지 않았다는 것이 헌재 측의 판단이었다. 이는 (2013년 이후) 현 이탈리아 의회가 이탈리아 기본법에 따르지 않은 선거법으로 구성됐고, 따라서 시민의 투표 기본법에 부응하지 않는다는 것을 뜻한다.

## 해외 선거구
이탈리아 의회는 해외 거주 국민을 대상으로 의석을 남겨두는 세계에서 몇 안 되는 입법부 중 하나이다. 이런 의석은 하원에 12석, 상원에 6석이 있다.

## 같이 보기
- 이탈리아 하원
- 이탈리아 상원
- 유럽 의회

## 참고 문헌
- Gilbert, Mark (1995). 《The Italian Revolution: The End of Politics, Italian Style?》.
- Koff, Sondra; Stephen P. Koff (2000). 《Italy: From the First to the Second Republic》.
- Pasquino, Gianfranco (1995). 〈Die Reform eines Wahlrechtssystems: Der Fall Italien〉. 《Politische Institutionen im Wandel》.